# 트위프라 왕국
트위프라 왕국 또는 트리푸라 왕국(산스크리트어: त्रिपुरा राज्य)은 북동인도에 위치한 트리푸라인들의 티베트-버마계 왕조 왕국이다.

## 지리
트위프라 왕국의 일부였던 현재 정치 지역은 다음과 같다.
- 오늘날 아삼주의 바락 계곡(카차 평원), 하야칸디(Hailakandi), 카림간지(Karimganj)
- 방글라데시의 코밀라, 실렛, 치타공 구릉지대
- 오늘날의 트리푸라주와 미조람주[1]

트위프라 왕국은 다양한 시대에 국경을 가진 지역으로 구성되어 있었다:
1. 북쪽의 카시 언덕
2. 북동쪽의 마니푸르 언덕
3. 동쪽 미얀마의 아라칸 언덕
4. 남쪽의 벵골만
5. 서쪽의 브라마푸트라강

## 전설
전설적인 트리푸라 국왕들의 목록은 다르마 마니키야 1세 (재위 1431년)의 궁정에 의해 쓰여진 벵골어의 15세기 연대기인 라지말라 연대기에 나와 있다. 그 연대기는 그 왕의 조상을 신화적인 달 왕조로 추적한다. 야야티의 아들인 드루유는 키라타의 왕이 되었고 카필라 강둑에 트리베가라고 불리는 도시를 건설했다. 그의 왕국은 북쪽으로는 타이랑강, 남쪽으로는 아카랑가, 동쪽으로는 메할리, 서쪽으로는 코흐와 방가와 국경을 맞닿았다. 헤담바 국왕의 딸은 트리베가의 트리로코나 왕과 결혼했다. 후계자가 없었던 헤담바 국왕은 트리로코나의 장남을 그의 후계자로 삼았다. 트리로코나가 죽은 후, 그의 둘째 아들 닥시나가 트리푸라의 왕이 되었다. 닥시나는 그의 11형제들과 왕국의 부를 나누어 가졌다. 헤담바 국왕은 트리로코나의 장남으로서 형제들에게 자신의 왕국을 요구했다. 이 요구가 거절당하자, 분노한 헤담바 국왕은 트리푸라를 공격해 수도를 파괴했다. 11형제는 트리베가를 떠나 바라바크라 강둑에 있는 칼랑마로 이동해 수도 칼랑마를 찾았다.
트위프라의 종교에는 차투르다사 데바타로 알려진 14명의 신들이 있었고, 전통에 따라 카르치와 케르의 축제를 감독하는 찬타이들로 알려진 트위프라 사제들에 의해 유지되고 있는 아가르탈라의 차투르다샤 사원에 여전히 보존되어 있다.

## 역사

### 체이타롤 쿰바바
마니푸르의 치타롤 쿰바바 연대기에서는 트리푸라를 타켄(Takhen)이라고 부른다.

### 이슬람 침략 시대

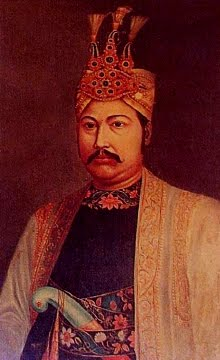
마니키야 왕조의 비르 찬드라 마니키야

트위프라 왕국에 관한 최초의 역사적 기록은 이슬람 침략자들의 압력을 처음 받은 15세기에 나타난다. 이 시기는 또한 청퉁 파가 마니키야라는 칭호를 채택하여 마하 마니키야가 된 마니키야 왕조의 기원 시기이기도 하며 1947년 비 비크람 키쇼레 마니키야가 사망할 때까지 트리푸라의 모든 왕들이 이 칭호를 가지고 있었다. 라트나 마니키야 1세의 통치하에서 트위프라 왕국은 오늘날 남 트리푸라에 있는 검티 강둑의 랑가마티로 천도했다.
트위프라는 튀르크인, 아프가니스탄인, 그리고 무굴 제국의 연속 침략을 막아낸 국가들 중 하나였다. 트위프라는 또한 동쪽의 버마와 아라칸족의 침략을 대부분 막아냈다. 왕국의 영토는 오늘날의 트리푸라주와 아삼주의 카차르구, 방글라데시의 실렛구와 치타공 구릉지대로 구성되었고, 심지어 영국의 점령 이전에 자유롭고 독립적으로 유지되었다.

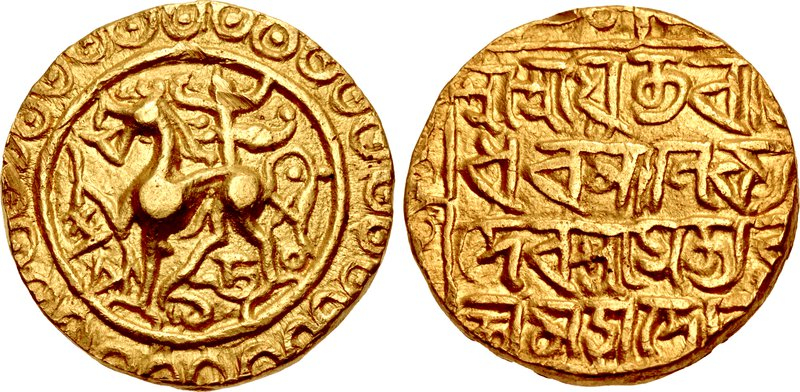
트리푸라의 왕인 라자다라 마니키야(1586-1599 CE)의 주화.

이후 트리푸라 평원은 계속된 무굴의 공격으로 결국 이슬람화되었지만, 트리푸라 언덕은 계속해서 동쪽으로 침투하는 것을 막는 방벽 역할을 했다. 트리푸라 국왕들은 힌두교의 전통과 관습의 주요 후원자였다. 이들은 현대에 와서 동부 인도에서 가장 길고 안정적인 왕조 중 하나로 기억된다.
다니야 마니키야(재위: 1490년 ~ 1515년)는 트위프라의 영토를 동벵골까지 확장했다. 수도 랑가마티는 우다이 마니키야의 이름을 따서 우다이푸르로 개명되었다. 이 왕국은 16세기와 17세기에 고빈다 마니키야와 같은 왕들이 서쪽 이슬람 왕국의 압력에 맞서 강력한 방어를 펼치면서 번영을 누렸다. 그러나 동벵골 평원의 무굴 총독의 지원을 받은 배신자 트리푸라 왕자의 행동으로 인해 평원 지역은 트리푸라 왕국에서 떨어져 나갔다. 그 후 트위프라 평원은 별도의 무굴의 종속국이 되었고, 무굴 통치자들은 왕의 임명에 영향력을 행사했다. 그러나 무굴은 동쪽의 언덕 영토까지 침투하지는 못했다.

### 영국령 인도

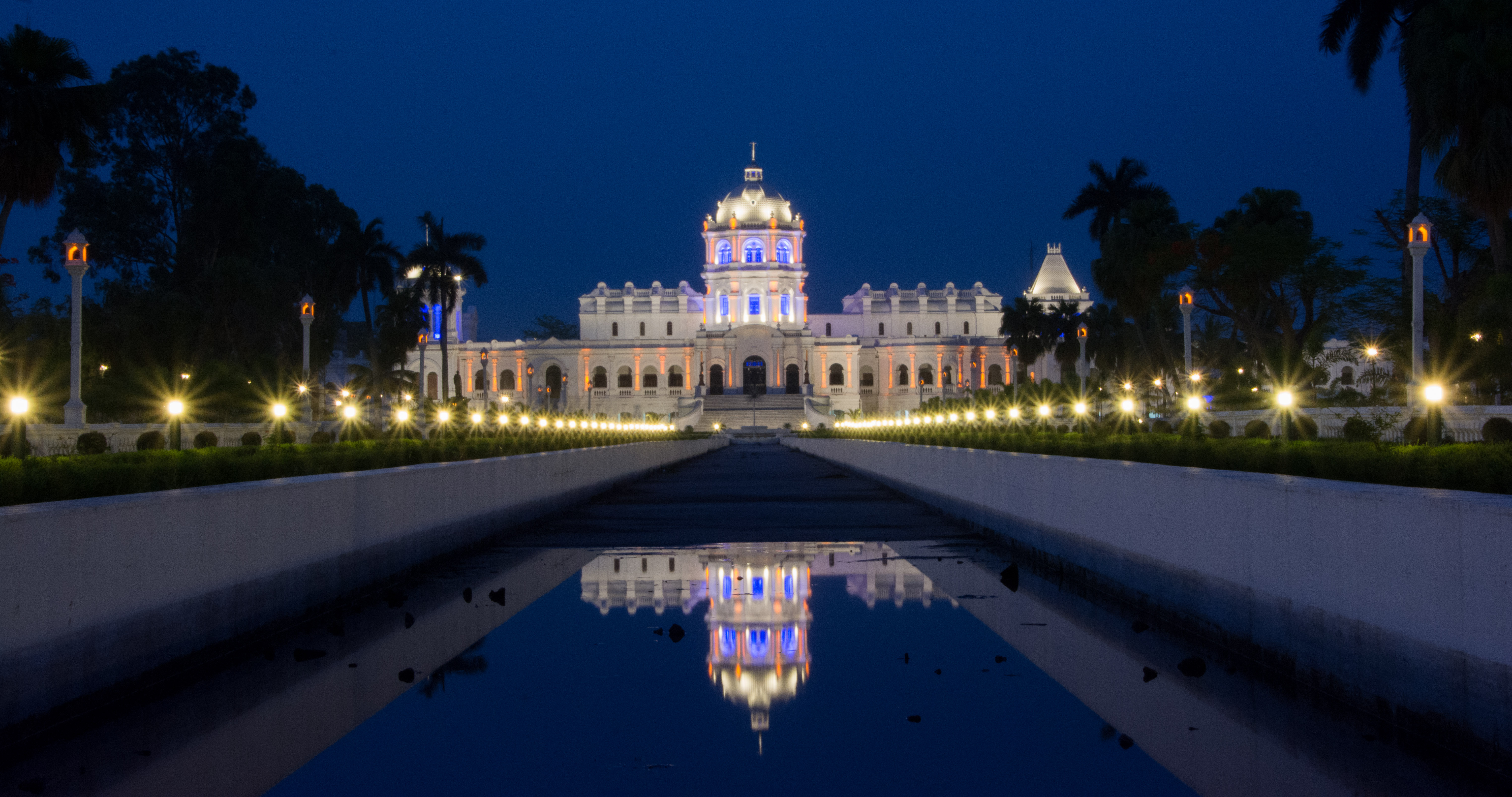

트리푸라 번왕국은 영국령 인도 외부에 존재했으며, 영국과의 하위 동맹으로 오늘날의 트리푸라주인 티페라 언덕으로 알려진 자치구가 되었다. 그러나 왕들은 영국령 벵골 관구의 티페라 지역 또는 차클라 로샨바드로 알려진 영지를 유지했으며, 인도가 분할된 후 방글라데시의 더 큰 코밀라 지역에 속하게 되었다.
비르 찬드라 마니키야(1862–1896)는 영국령 인도를 본떠 그의 행정을 발전시켰고, 아가르탈라 지방 공사의 설립을 포함한 개혁들을 시행했다. 마지막 왕은 1947-1949년 2년간 통치했던 비르 비크람 키쇼레 데바르마의 아들인 키리트 비크람 키쇼레였다. 1949년, 트리푸라는 인도 공화국의 일부가 되었다. 트리푸라 왕국의 "상속자"는 마지막 왕의 아들인 키라트 프라디오 키쇼레 마니키야 데바르마(1978년생)로, 때때로 "마하라자"라는 칭호를 사용한다.

## 참고 문헌
- Nath, NC (February 2020). 《Sri Rajmala》 (PDF). Tribal Research & Cultural Institute Government of Tripura.
- Bhattacharjee, J B (1994), 〈Pre-colonial Political Structure of Barak Valley〉,   Sangma, Milton S, 《Essays on North-east India: Presented in Memory of Professor V. Venkata Rao》, New Delhi: Indus Publishing Company, 61–85쪽
- Boland-Crewe, Tara; Lea, David (2005) [2002]. 《The Territories and States of India》. London: Routledge. ISBN 978-1-135-35625-5.
- Tripura Buranji 17th Century Ahom Chronicle.
- Progressive Tripura, 1930
- Rajmala, royal chronicle of Tripura Kings.
- Hill Tippera – History The Imperial Gazetteer of India, 1909, v. 13, p. 118.

## 추가 읽기
Online Books and material
- Tripura Rajmala (1850) by Rev. James Long